# Millettia chrysophylla
Millettia chrysophylla är en ärtväxtart som beskrevs av Stephen Troyte Dunn. Millettia chrysophylla ingår i släktet Millettia och familjen ärtväxter. Inga underarter finns listade i Catalogue of Life.